# Johan Larsson
Johan Erik Larsson (Kinna, 5 maggio 1990) è un calciatore svedese, difensore o centrocampista dell'Elfsborg.

## Caratteristiche tecniche
Terzino destro, Larsson può giocare anche come esterno e come ala destra.

## Palmarès

### Club

#### Competizioni nazionali
- Allsvenskan: 1

Elfsborg: 2012
- Coppa di Svezia: 1

Elfsborg: 2013-2014
- Coppa di Danimarca: 1

Brøndby: 2017-2018